# Pfarrkirche Wartberg ob der Aist

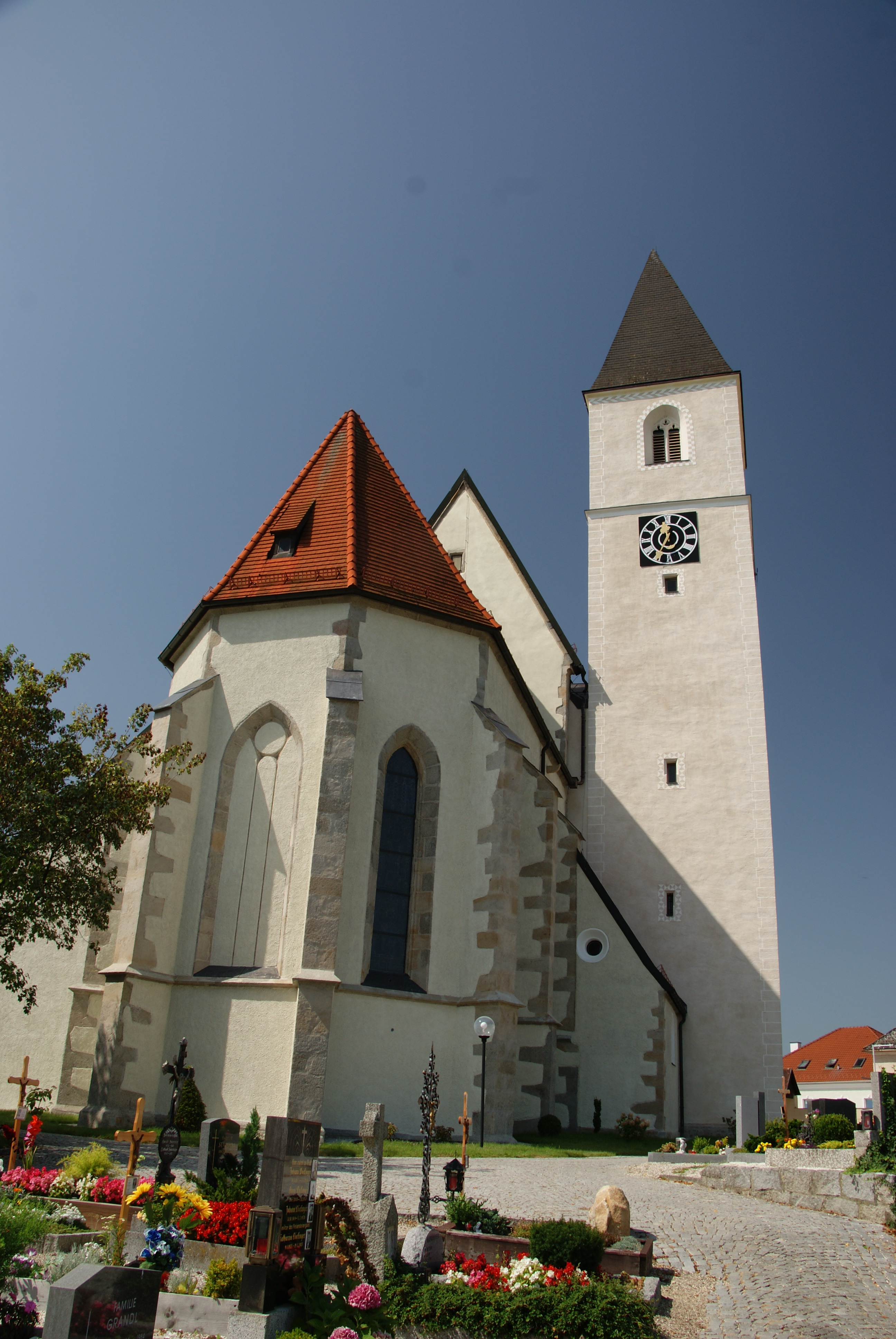
Katholische Pfarrkirche Mariä Himmelfahrt in Wartberg ob der Aist (2011)

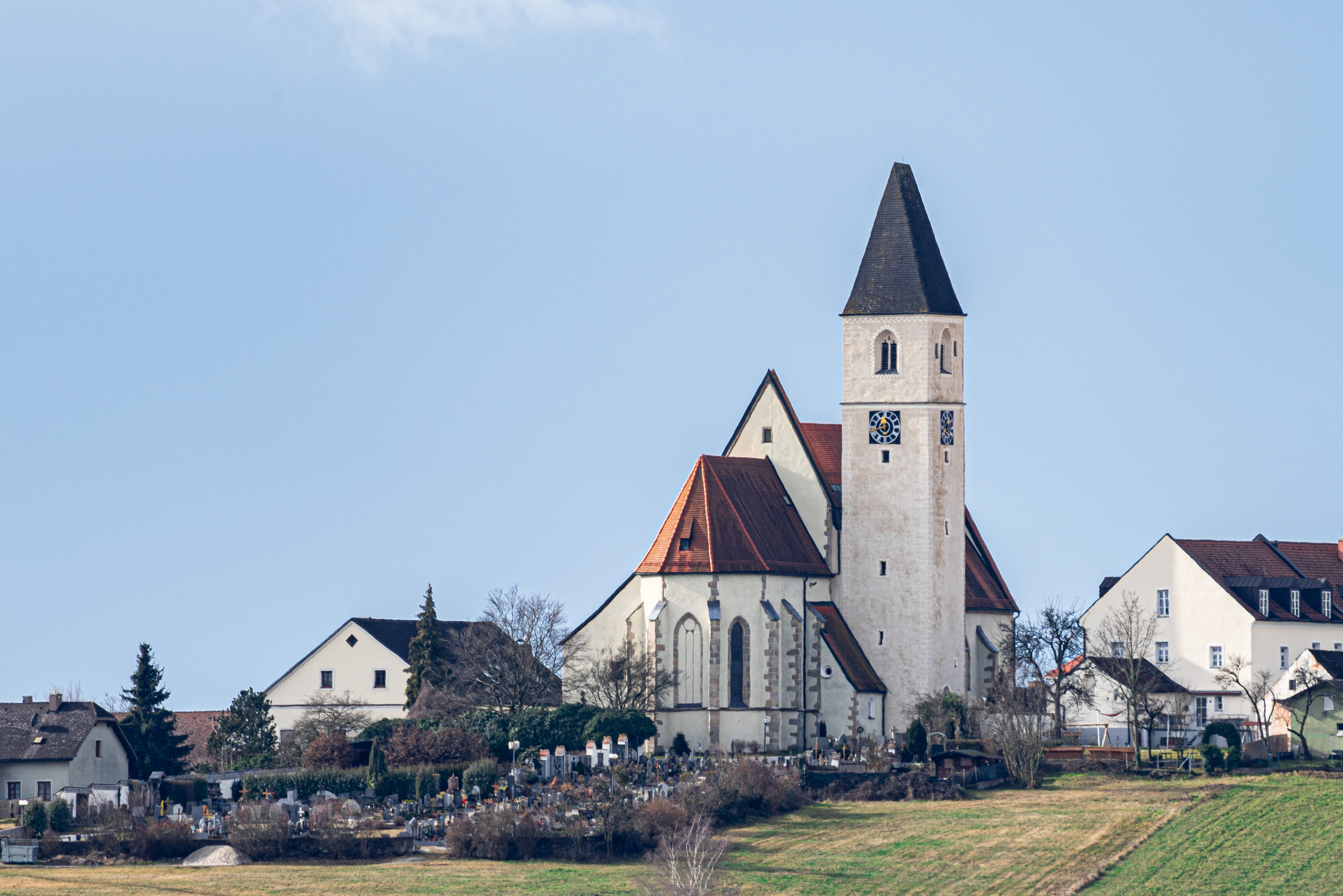
Katholische Pfarrkirche Mariä Himmelfahrt und Friedhof (2020)

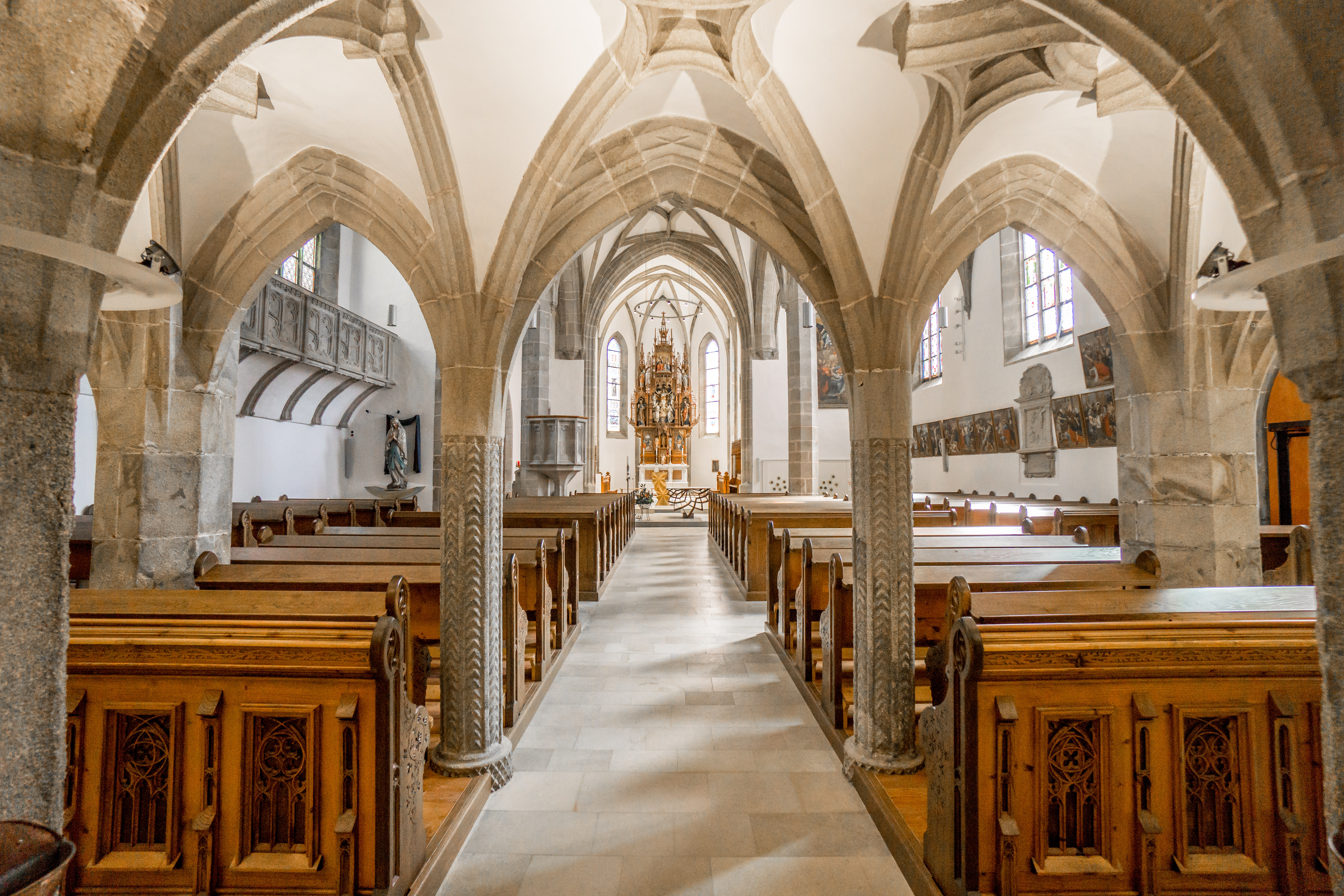
Innenraum der Kirche (2016)

Die Pfarrkirche Wartberg ob der Aist steht in landschaftlich dominanter Höhenlage östlich der Hauptstraße in der Marktgemeinde Wartberg ob der Aist im Bezirk Freistadt in Oberösterreich. Die dem Fest Mariä Himmelfahrt geweihte römisch-katholische Pfarrkirche gehört zum Dekanat Gallneukirchen in der Diözese Linz. Die Kirche steht unter Denkmalschutz (Listeneintrag).

## Geschichte
Im 9. und 10. Jahrhundert gehörte das Gebiet um Wartberg zur Mutterpfarre Naarn. 1111 wird die Eigenkirche eines Sigihart laut Urkunde dem Stift Sankt Florian übergeben. Am 12. Oktober 1128 wurde sie durch den Passauer Bischof Reginmar geweiht. 1208 wird urkundlich eine Pfarre genannt. 1635 ging die Pfarre an die Herrschaft Reichenstein, 1729 an die Herrschaft Haus. Bis 1785 gehörten auch die späteren Pfarren Pregarten und Hagenberg zur Pfarre Wartberg.
Baugeschichte
Der Bau der Kirche wurde im 14. Jahrhundert mit dem Chor, der Heilig-Kreuz-Kapelle und dem Turm begonnen. 1443 entstand ein Ablassbrief für den Bau des Langhauses. 1508 wurde die gotische Kirche durch den Passauer Weihbischof Bernhard geweiht. 1690 wurde eine Sakristei angebaut. Von 1889 bis 1894 wurden bei einer Restaurierung alle Steinteile überarbeitet, 1963 die neugotischen Seitenaltäre entfernt. 1983 wurde die Kirche außen restauriert. Innenrenovierungen erfolgten in den Jahren 1985 und 2014.

## Architektur
Die bemerkenswerte Gesamtanlage der Pfarrkirche mit Michaelskapelle und dem ehemaligen Karner ist von einem Friedhof mit einer wehrhaften Kirchhofmauer umgeben.
Die bedeutende spätgotische Hallenkirche hat im Westen und Norden aufwendig gestaltete Emporen. Das dreischiffige vierjochige Langhaus hat unterschiedliche Netzrippengewölbe über oktogonalen Pfeilern mit bemerkenswerten Ausformungen sowie bemerkenswerte Portale. Der ältere gotische, eingezogene zweijochige Chor mit einem Fünfachtelschluss ist kreuzrippengewölbt und weist einen Achsknick von etwa zwei Grad nach Norden auf. Im nördlichen Chorwinkel am ins Langhaus eingerückten Turm ist eine beinahe quadratische einjochige Grabkapelle, ehemals Heilig-Kreuz-Kapelle – im südlichen Chorwinkel die barocke Sakristei angebaut. Der Turm der Vorgängerkirche ragt in die zwei östliche Joche des spätgotischen Nordschiffs hinein.
Vom Wandmalereizyklus aus dem vierten Viertel des 14. Jahrhunderts sind großteils nur die Vorzeichnungen erhalten.

## Ausstattung
Der bemerkenswerte neugotische Hochaltar nennt an der Rückseite Josef Kepplinger 1892. Die spätgotische Kanzel als Stein entstand im Anfang des 16. Jahrhunderts.

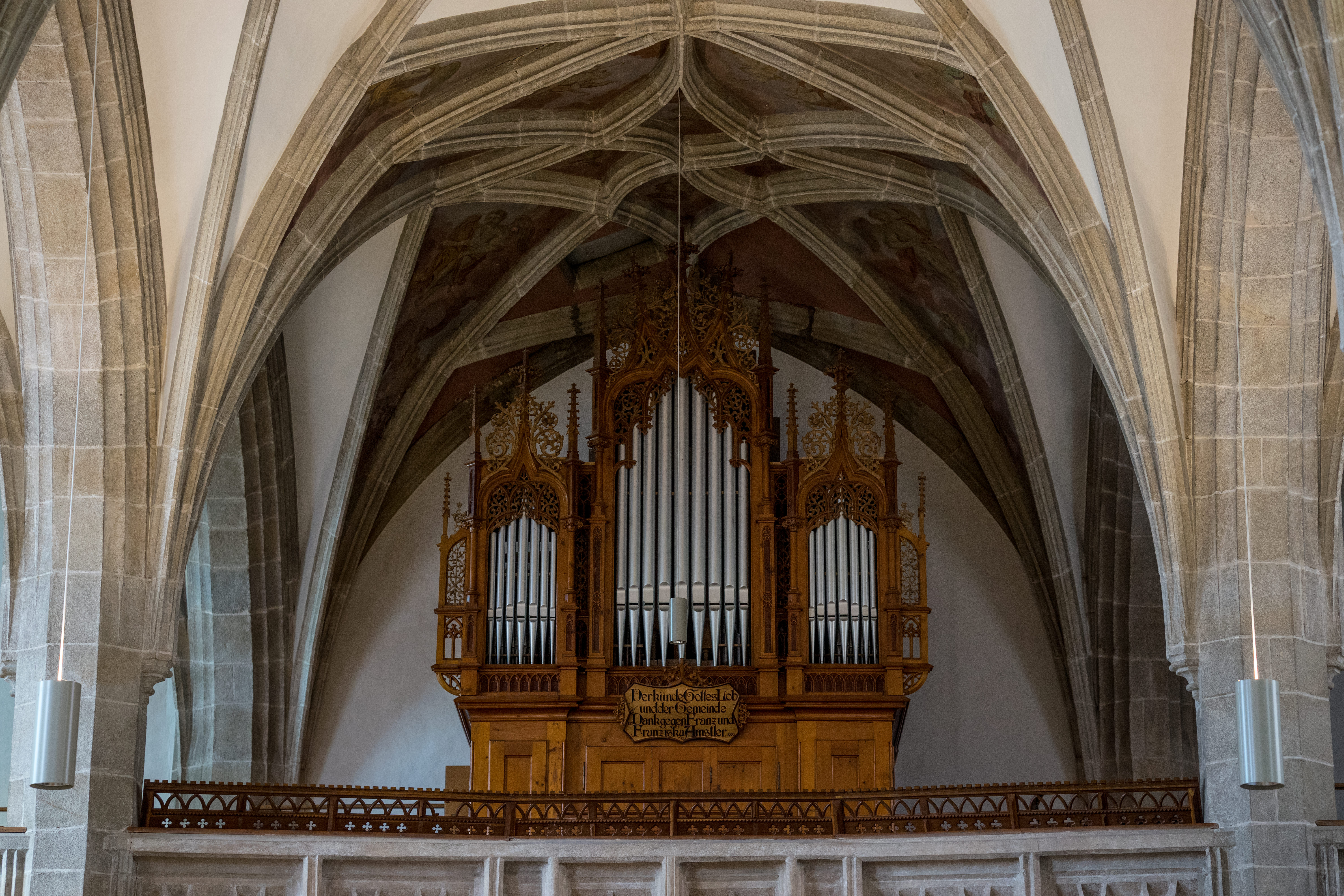
Kirchenorgel (2016)

Die Orgel baute 1900 Leopold Breinbauer in einem neugotischen dreifeldigen Gehäuse. Es gibt ein Paar Pauken aus dem 19. Jahrhundert. Eine Glocke entstand um 1320. Eine zweite Glocke nennt Hans Rohrer 1671 und zeigt die Reliefs Krönung Marien, Maria mit Kind, Anna selbdritt. Die Sterbeglocke nennt 1737.

## Michaelskapelle
Der westlich der Pfarrkirche errichtete Michaelskapelle wurde 1510 vollendet. Der flach gedeckte Raum mit kleiner Apsis wird seit 1976 als Aufbahrungshalle genutzt. Unterhalb der Michaelskapelle befindet sich im ehemaligen Karner eine Gruft der Starhemberger, in der noch mehrere Särge stehen.